# İzzət Oruczadə

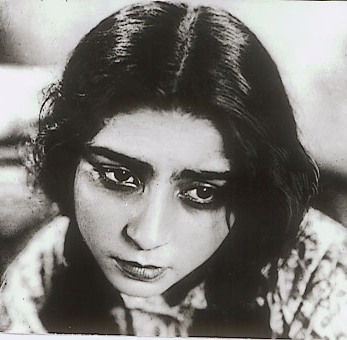
Izzət Oruczadə (Sewil, 1929)

Izzət Mirzəağa qızı Oruczadə (geb. Orucova, aserbaidschanisch-kyrillisch Иззет Мирза Ага кызы Оруджева; geboren am 16. September 1909 in Baku, Russisches Kaiserreich; gestorben am 22. April 1983 ebenda, Aserbaidschanische SSR) war eine aserbaidschanische Filmschauspielerin und Chemikerin. Für ihre Verdienste in der Erdölchemie wurde sie 1972 in die Nationale Akademie der Wissenschaften Aserbaidschans aufgenommen.

## Leben
Oruczadə arbeitete als Lehrerin, Sekretärin und in der Ölindustrie. Seit 1949 war sie in der petrochemischen Forschung tätig und leitete von 1967 bis 1983 zwei Forschungsinstitute. Daneben wirkte sie von 1929 bis 1936 sowie von 1965 bis 1979 in einer Reihe von Spielfilmen mit.
Izzət Oruczadə gehörte der Bahai-Religion an.

## Ehrungen
- Mitglied der Nationalen Akademie der Wissenschaften Aserbaidschans seit 1972
- Staatspreis der Aserbaidschanischen SSR
- Leninorden
- Orden der Oktoberrevolution
- Orden des Roten Banners der Arbeit
- Ehrenzeichen der Sowjetunion

## Filmografie (Auswahl)
- 1929: Sewil (Севиль)
- 1934: İsmət (Исмет)
- 1974: İşıqlı yol